# The Spectator
«Спекте́йтор» (англ. The Spectator — «зритель», «наблюдатель») — британский еженедельный консервативный журнал.

## История
Журнал был основан в 1828 году шотландским журналистом Робертом Ринтулом.
Изначально журнал выделялся в основном своими эссе, но постепенно перешёл к освещению политических и культурных событий.
В 1832 году журнал поддерживал избирательную реформу.
В 1955 году в статьи журнала было впервые использовано слово «истеблишмент».
В 2020 году вышел 10-тысячный номер журнала.
В сентябре 2024 года за 100 млн фунтом стерлингов был приобретён Полом Маршаллом, хэдж-фондовым магнатом, инвестирующим в консервативные британские медиа.

## Описание
Является более консервативным, чем другие крупные журналы, The Economist и New Statesman. В журнале выходят качественные литературные обзоры, в целом он принадлежит к качественной прессе
В 2015 году еженедельные продажи составил 62 718 экземпляров, из которых 55 165 — печатные а 7553 — цифровые копии. Доступ к статьям на сайте ограничен, бесплатно доступно только конечное число статей за фиксированный период времени («metered paywall»). Ежемесячные просмотры составили около 2 млн человек, из них 0.3 млн — просмотры из социальных сетей.